# Elfenbenskustens Davis Cup-lag
Elfenbenskustens Davis Cup-lag styrs av Elfenbenskustens tennisförbund och representerar Elfenbenskusten i tennisturneringen Davis Cup, tidigare International Lawn Tennis Challenge. Elfenbenskusten debuterade i sammanhanget 1986, och har trots kvalförsök aldrig nått Europa-Afrikazonens Grupp I.